# Jonas Brothers
Jonas Brothers — американський поп-рок гурт, до складу якого входять три брати — Кевін Джонас, Джо Джонас і Нік Джонас. Як спільний проект, Jonas Brothers почали своє існування 2005 року після укладення контракту з компанією Columbia Records. Вони відкривали концерти таких музикантів, як Келлі Кларксон, Джордж Майкл, Backstreet Boys, а 2006 року випустили перший альбом — It's About Time.
2007 року Jonas Brothers підписали контракт з Hollywood Records. Цим лейблом було випущені наступні альбоми гурту — Jonas Brothers, A Little Bit Longer та Lines, Vines, and Trying Times. Останні два альбоми досягали першої сходинки чарту Billboard 200.

## Кар'єра

### Розпад гурту
Гурт розпався 31 жовтня 2013 року, за одноголосної підтримки братів-ця інформація розміщена на офіційному сайті JB. На даний час Кевін займається бізнесом, Джо-створив новий гурт «DNCE», займається діджейством у знаменитих клубах Америки, Нік-«запустив» сольну кар'єру та займається акторством (знявся в серіалі «Королеви Крику», прем'єра відбулася 21 вересня 2015 року, а також у «Королевстві»-2 частина)

### Возз'єднання гурту
1 березня 2019 року група випустила пісню під назвою Sucker, кліп до якої знімали разом зі своїми жінками. Це була перша пісня після їхнього розпаду.